# Tiopurina S-metiltransferasi
La tiopurina S-metiltransferasi è un enzima appartenente alla classe delle transferasi, che catalizza la seguente reazione:
S-adenosil-L-metionina + una tiopurina ⇄ S-adenosil-L-omocisteina + una tiopurina S-metiletere
L'enzima agisce, anche se più lentamente, sulle tiopirimidine e sui tioli aromatici. Non è uguale alla tiolo S-metiltransferasi (numero EC 2.1.1.9).